# Cricket internazionale nel 1896-1897
La stagione internazionale di cricket del 1896-1897 si è disputata dal settembre all'aprile 1897. La stagione ha succeduto quella del 1896 e preceduto quella del 1897 e sono state giocate solamente partite di prima classe.

## Sommario
| International tours | International tours | International tours     | International tours | International tours | International tours | International tours |
| Start date          | Home team           | Away team               | Results [Matches]   | Results [Matches]   | Results [Matches]   | Results [Matches]   |
| Start date          | Home team           | Away team               | Test                | ODI                 | FC                  | LA                  |
| ------------------- | ------------------- | ----------------------- | ------------------- | ------------------- | ------------------- | ------------------- |
| 26 novembre         | Australia           | Nuova Zelanda           | —                   | —                   | 0–1 [1]             | —                   |
| 27 dicembre         | Nuova Zelanda       | Queensland cricket team | —                   | —                   | 1–0 [1]             | —                   |
| 1 febbraio          | Trinidad e Tobago   | Inghilterra             | —                   | —                   | 1–0 [1]             | —                   |
| 15 febbraio         | Indie Occidentali   | Inghilterra             | —                   | —                   | 1–0 [1]             | —                   |